# Claus Schall
Claus Nielsen Schall, född 28 april 1757 i Köpenhamn, död 10 augusti 1835 i Kongens Lyngby, var en dansk musiker. 
Schall var son till en dansmästare, och spelade tidigt violin till faderns dansövningar. Han blev elev vid Det Kongelige Teaters dansskola och vid 16 års ålder figurant, men gjorde sig mest bemärkt för sin musikalitet, vilken gav honom tjänsten som balettrepetitör (1776) och tre år senare som violinist i kapellet. Redan då hade Schall gjort sig känd för sina kompositioner för balett eller för violin och vann stort bifall för sin musik till Vincenzo Galeottis balett "Kärlekens och misstankens makt" (1780). 
Trots sin ungdom och sin bristfälliga teoretiska utbildning – Schall var i huvudsak autodidakt – gjorde han snabbt framsteg som balettkompositör och som violinist; då han 1789 reste till Paris, Dresden och Berlin för att perfektionera sig, hade han redan komponerat musik till fyra baletter av Galeotti. År 1792 blev han konsertmästare efter Johann Hartmann och efter Friedrich Ludwig Æmilius Kunzens död kapellmästare 1818. Han pensionerades 1834 och levde därefter på sitt lantställe i Kongens Lyngby vid Köpenhamn. 
Schall komponerade musik till närmare 30 baletter, de flesta av Galeotti, samt till ett tiotal sångstycken, bland vilka märks Claudine från Villa bella (Johann Wolfgang von Goethe), Kinafarerna av Peter Andreas Heiberg (1792) och Domherren i Milano (1802), fremdeles flera tillfällighetskantater och olika solokompositioner dels för violin, dels för andra instrument. Han invaldes 1801 som ledamot av Kungliga Musikaliska Akademien i Stockholm.

## Utmärkelser
- Riddare av Dannebrogorden,  1811[4]

[Redigera Wikidata]